# Yamaha Corporation
Yamaha Corporation (japansk ヤマハ株式会社) er et japansk multinationalt selskab og konglomerat med et meget bredt produktsortiment og tjenester. Yamaha Corporation er en af bestanddelene af Nikkei 225 og er verdens største piano-fremstillende selskab. Den tidligere motorcykel-afdeling blev etableret i 1955 som Yamaha Motor Co., Ltd., som startede som et tilknyttet selskab, men som senere blev selvstændig, selvom Yamaha Corporation stadig er en stor aktionær.

## Produkter
Yamaha Corporation producerer bl.a.
- Blæseinstrumenter
- Guitarer
- Trommer
- Anlæg
- Højttalere
- Klaver og flygel (inklusive Bösendorfer (2008))
- Keyboards og Synthesizer, derunder Yamaha DX7 (1983-1987)
- Scootere

- Yamaha Guitar
- Yamaha Pacifica 112JL
- Yamaha Silent Violin SV-100, Good Design Award 1997
- Yamaha Yp-40
- Yamaha CR-500, Receiver (1973)[3]
- Yamaha hifi
 CX-600, MX-35 (1989)
- Yamaha K-1d Kassettebåndoptager
- Yamaha DVD-S540,
DVD afspiller (2004)[4]
- Yamaha NS-10M,
Studie-Højttalere
- Yamaha Motif XS 6,
Synthesizer (2008)
- Yamaha Vienna Horn
- Yamaha Motorcykel,
Yamaha Motor Company

## Datterselskaber
- Yamaha Hatsudōki K.K., engelsk Yamaha Motor Company, Ltd., med cirka 55.000 medarbejder om 2019.[5]

- YA-1, første Yamaha Motorcykel 1955
- Yamaha Udenbordsmotorer
- Yamaha Udenbordsmotorer med
300 PS
- Yamaha Motor (Arrows), Formel 1 1997

- Bösendorfer
- Steinberg Media Technologies (2004)[6]
- Yamaha Fine Technologies – måleinstrumenter, metalforarbejdning og plastikforarbejdning, præcisionmaskiner og roboter
- Yamaha Hi-Tech Design Corporation
- Yamaha Unified Communications (før Revolabs)